# Chính sách thị thực của Bosna và Hercegovina
Du khách đến Bosna và Hercegovina phải xin thị thực từ một trong những phái bộ ngoại giao Bosna và Hercegovina trừ khi họ đến từ một trong những quốc gia được miễn thị thực.
Là một quốc gia ứng cử vào Liên minh Châu Âu, Bosna và Hercegovina duy trì chính sách thị thực giống với chính sách thị thực Khối Schengen. Bosna và Hercegovina miễn thị thực cho tất cả các quốc gia Schengen Phụ lục IIvà cũng miễn thị thực thêm với một số nước – Azerbaijan, Kuwait, Oman, Qatar, Nga và Thổ Nhĩ Kỳ.

## Bản đồ chính sách thị thực

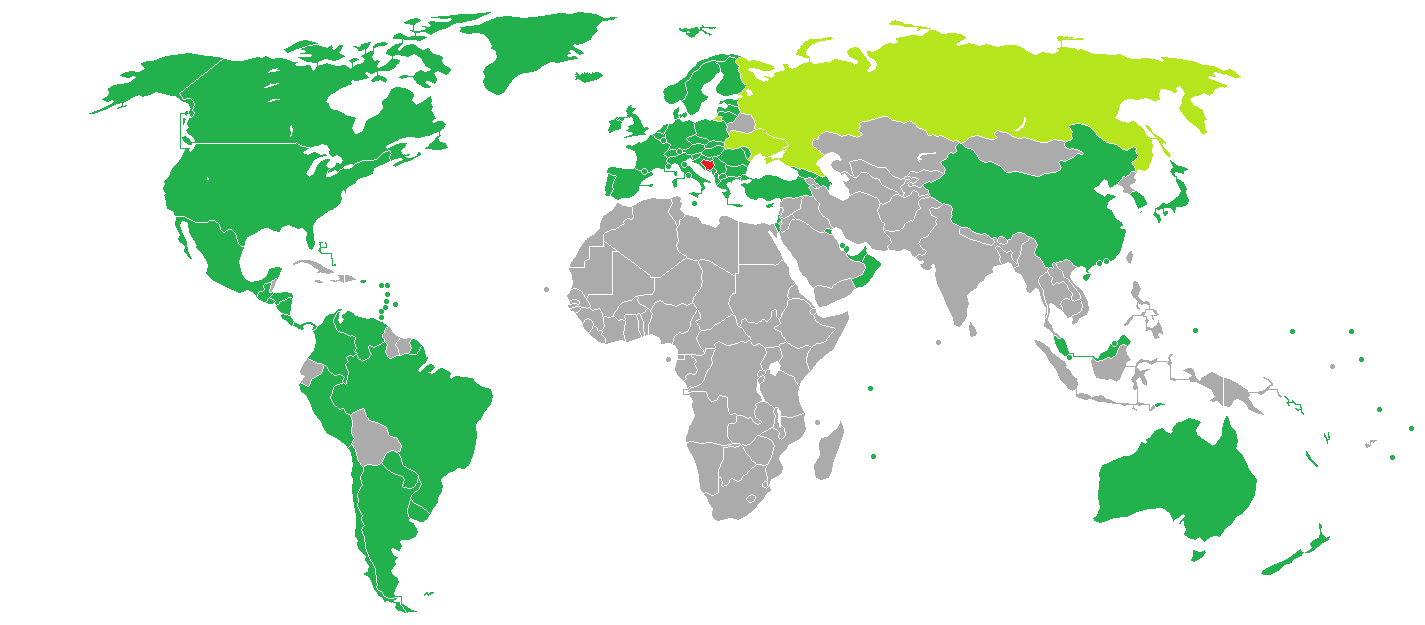
Chính sách thị thực Bosna và Hercegovina
Bosna và Hercegovina
Miễn thị thực

## Miễn thị thực
Người sở hữu thị thực của 97 quốc gia và vùng lãnh thổ sau, bao gồm người vô quốc gia và người tị nạn, có thể đến Bosna và Hercegovina lên đến 90 ngày trong mỗi chu kỳ 180 ngày mà không cần thị thực 180  (trừ khi được chú thích):
| - Tất cả công dân Liên minh Châu Âu 1 - Albania 1 - Andorra - Antigua và Barbuda - Argentina - Azerbaijan - Australia - Bahamas - Barbados - Brazil - Brunei - Canada - Chile - Trung Quốc - Colombia - Costa Rica - Dominica - El Salvador - Gruzia - Grenada - Guatemala - Holy See - Honduras - Hồng Kông | - Iceland - Israel - Nhật Bản - Kiribati - Kuwait - Liechtenstein 1 - Macao - Macedonia - Malaysia - Quần đảo Marshall - Mauritius - Mexico - Micronesia - Moldova - Monaco 1 - Montenegro 1 - New Zealand - Nicaragua - Na Uy - Oman - Palau - Panama - Paraguay - Peru - Qatar | - Nga (30 ngày) - Saint Kitts và Nevis - Saint Lucia - Saint Vincent và Grenadines - Samoa - San Marino 1 - Serbia 1 - Seychelles - Singapore - Quần đảo Solomon - Hàn Quốc - Thụy Sĩ 1 - Đài Loan - Timor-Leste - Tonga - Trinidad và Tobago - Thổ Nhĩ Kỳ - Tuvalu - Ukraina (30 ngày) - Các Tiểu vương quốc Ả Rập Thống nhất - Hoa Kỳ - Uruguay - Vanuatu - Venezuela |  |

1 - Có thể đến bằng thẻ căn cước ở lại 90 ngày trong mỗi chu kỳ 180 ngày
Thời gian ở lại tối đa là 6 tháng (2 tháng với Nga và Ukraina).
Một thỏa thuận song phương bãi bỏ thị thực cho hộ chiếu thông thường được ký với  Trung Quốc vào ngày 28 tháng 11 năm 2017 và chưa được thực thi.

### Thị thực thay thế
Người sở hữu thị thực nhập cảnh nhiều lần có hiệu lực của Liên minh Châu Âu, Khối Schengen, và Hoa Kỳ có thể đến Bosna và Hercegovina không cần thị thực tối đa 30 ngày. Điều này không áp dụng với người sở hữu hộ chiếu Kosova.

### Hộ chiếu không phổ thông
Người sở hữu hộ chiếu ngoại giao hoặc công vụ của Belarus, Trung Quốc, Cuba, Ai Cập, Indonesia, Iran, Jordan, Kazakhstan, Moldova, Pakistan, Ả Rập Saudi và Tunisia và người sở hữu hộ chiếu ngoại giao của Algérie không cần thị thực đển đến Bosna và Hercegovina. Không có yêu cầu thị thực tối với người vô quốc gia và người tị nạn định cư tại những nước mà công dân không cần thị thực để đến Bosna và Hercegovina (Trừ các quốc gia Trung và Nam Mỹ và vùng Caribbe).
Bosna và Hercegovina ký thỏa thuận miễn thị thực với hộ chiếu ngoại giao và công vụ với  Armenia vào ngày 30 tháng 8 năm 2017 và chưa được thông qua.

## Thống kê du khách
Hầu hết du khách đến Bosna và Hercegovina ngắn hạn đều đến từ các quốc gia sau:
| Quốc gia   | 2016    | 2015    |
| ---------- | ------- | ------- |
| Croatia    | 86.054  | 84.058  |
| Thổ Nhĩ Kỳ | 83.158  | 70.655  |
| Serbia     | 69.255  | 66.473  |
| Slovenia   | 50.488  | 45.635  |
| Ý          | 41.923  | 50.346  |
| Hàn Quốc   | 41.903  | 29.973  |
| Ba Lan     | 31.530  | 31.681  |
| Đức        | 28.979  | 25.516  |
| Hoa Kỳ     | 20.985  | 18.361  |
| Áo         | 20.684  | 18.911  |
| Tổng       | 776.889 | 678.271 |